# Rudolf H. Weiß

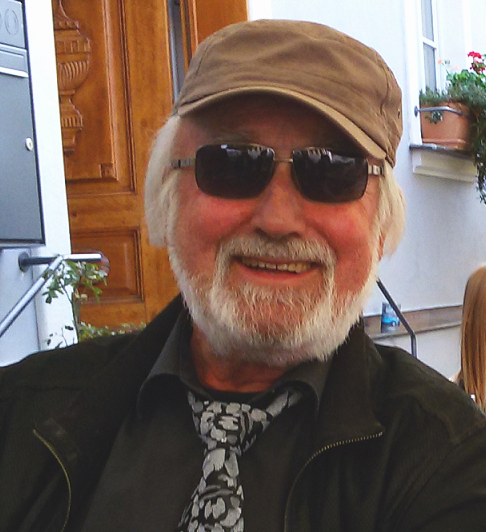
Rudolf H. Weiß (2017)

Rudolf H. Weiß (* 10. Juni 1936 in Neustadt an der Aisch) ist ein deutscher Psychologe. Zudem war er in seinem Wohnort Auenwald zwischen 1975 und 2015 im Gemeinderat und als Zweiter stellvertretender Bürgermeister tätig.

## Leben
Rudolf H. Weiß studierte von 1956 bis 1963 Psychologie, Pädagogik und Philosophie an den Universitäten Bamberg, München und Würzburg. Hier erwarb er einen Abschluss als Diplom-Psychologe und promovierte danach zum Dr. phil. Anschließend wurde er Forschungsassistent am psychologischen Institut der Universität Würzburg; Schwerpunkte seiner Tätigkeit war dabei die Begabungs- und Intelligenzforschung. Danach hat er als Schulpsychologe von 1967 bis 1970 die Bildungsberatungsstelle in Schwäbisch Hall auf- und ausgebaut. Von 1970 bis 1977 war er Studienprofessor am Institut für Bildungsplanung und Studieninformation (IBS) in Stuttgart; als leitender Schulpsychologe war er für die Bildungsberatung und die wissenschaftlichen Begleitung von Modellschulen in Baden-Württemberg zuständig. Danach hat er beim Oberschulamt Stuttgart für die Schulpsychologie, die Beratungslehrerausbildung und die Fortbildung der Suchtpräventionslehrer gearbeitet sowie empirische Forschungsarbeiten durchgeführt. Seine Tätigkeit beim Oberschulamt Stuttgart endete 2001. Seit Beginn der 1990er Jahre bis 1998 führte er im Auftrag des Kultusministeriums in Sachsen Lehrgänge für Lehrer aller Schularten zur Sucht- und Gewaltprävention sowie zur Beratungslehrerausbildung durch. Seine Forschungsaktivitäten bezogen sich auf die Intelligenzdiagnostik sowie auf die Mediennutzungs- und Medienwirkungsforschung.

## Forschung und Werk
Weiß hat als Intelligenzdiagnostiker die englischsprachigen Intelligenztests von Cattell für den deutschen Sprachraum aufgegriffen und überarbeitet. Der Grundintelligenztest CFT ist von ihm für verschiedene Altersgruppen (CFT 1, CFT 1-R, CFT 20, CFT 20-R, CFT 3) und in verschiedenen Varianten (z. B. erweitert um einen Wortschatz- und Zahlenfolgentest) erarbeitet und neu entwickelt worden. Diese Testfamilie gehört zu den am meisten untersuchten Intelligenzverfahren im deutschen Sprachraum. Der CFT 20-R ist für zehn EU-Länder sowie für Mexiko adaptiert worden. Es liegen auch eine PC-Version für die arabische Sprache sowie eine Ausgabe für Menschen mit geistiger Behinderung vor. Kritisch hat Weiß zum sog. Flynn-Effekt geforscht und diesen als statistisches Artefakt bezeichnet.
Seit 1988 befasst er sich mit Medienwirkungsforschung, insbesondere mit den Auswirkungen von Horror und Gewalt auf Jugendliche, wobei zunächst der gewalthaltige Videokonsum und später Computerspiele im Mittelpunkt standen. Seit 2009 war er Vorstandsmitglied im Verein „Mediengewalt – Internationale Forschung und Beratung e.V.“ und hat in diesem Kontext mehrere Studien veröffentlicht. In diesem Zusammenhang entstand auch die im Auftrag des sächsischen Kultusministeriums verfasste Sächsische Jugendstudie (1993).
Im Jahre 2008 publizierte er zusammen mit Günter L. Huber von der Universität Tübingen und Werner Hopf, Psychologe bei der Schulberatung Oberbayern-Ost, die Tübinger Studie Gewalt in Medien und jugendliche Gewaltbereitschaft bzw. Media Violence and Youth Violence - A 2-Year Longitudinal Study. Die Autoren dieser Längsschnittstudie kommen zu dem Schluss, der Konsum von Mediengewalt bewirke die spätere Gewaltbereitschaft von Schülern stärker als andere Risikofaktoren. Weiß fordert deshalb in seinen Vorträgen zum Thema Mediengewalt erzeugt Gewalt die „Ächtung menschenverachtender Gewaltmedien“ und die Ächtung „bluttriefender Computerspiele“, die „an virtuellen Faschismus grenzen“. Diese Schlussfolgerungen sind in Kreisen der Computerspieleindustrie kritisiert worden.

## Ehrungen
Am 26. Juli 2019 wurde Rudolf H. Weiß im Namen von Ministerpräsident Winfried Kretschmann durch Staatssekretär Winfried Klenk die Staufermedaille für besondere Verdienste um das Bundesland Baden-Württemberg verliehen.
Am 25. Januar 2015 hat er von Bürgermeister Karl Ostfalk der Gemeinde Auenwald die Ehrennadel des Gemeinderates in Silber für herausragende Verdienste um die Gemeinde erhalten. Von dem Gemeindetag von Baden-Württemberg wurde ihm im Mai 2012 eine Stele und Urkunde für 30-jährige ehrenamtliche Tätigkeit im Gemeinderat und als 2. Bürgermeister verliehen.

## Werke (Auswahl)
Intelligenz- und Begabungsforschung
- R. H. Weiß: Wissenschaftliche Begleitung der Modellschulen Baden-Württembergs: Konzeption des Instituts für Bildungsplanung und Studieninformation Stuttgart (IBS); erste Erfahrungen; Materialien. Neckar-Verlag, 1972.
- R. H. Weiß: Grundintelligenztest Skala 3 (CFT 3). Westermann Verlag, Braunschweig 1971.
- R. H. Weiß: Grundintelligenztest Skala 2 (CFT 2). Westermann Verlag, Braunschweig 1972.
- R. H. Weiß, B. Weiß: Grundintelligenztest Skala 2 (CFT 20-R)-Revision (CFT 20-R). Hogrefe, Göttingen 2006.
- R. H. Weiß, Jürgen Osterland, Raymond B. Cattell: Grundintelligenztest Skala 1 (CFT 1). Westermann Verlag, Braunschweig 1977.
- R. H. Weiß, J. Osterland: Grundintelligenztest eSkala 1 (CFT 1-R)-Revision. Hogrefe, Göttingen 2013.
- R. H. Weiß: Wortschatz- und Zahlenfolgentest (WS+ZF-R)-Revision. 2. Überarbeitete und erweiterte Auflage. Hogrefe, Göttingen 2019.
- R. H. Weiß: Grundintelligenztest Skala 2 (CFT 20-R)-Revision. 2. überarbeitete und erweiterte Auflage. Hogrefe, Göttingen 2019.

Medienforschung
- R. H. Weiß: Horror-Gewalt-Video-Konsum bei Jugendlichen. In Helmut Lukesch (Hrsg.): Wenn Gewalt zur Unterhaltung wird. S. Roderer Verlag, Regensburg 1990, S. 47–91.
- R. H. Weiß: Von der Gewalt fasziniert: Horror – Gewalt – Videokonsum bei Jugendlichen; Gefühlsreaktionen – Persönlichkeit – Identifikation Täter/Opfer – Interventionsmöglichkeiten. Aktion Jugendschutz, Landesarbeitsstelle Baden-Württemberg, 1991, ISBN 3-923970-16-1.
- R. H. Weiß: Gewalt, Medien und Aggressivität bei Schülern. Hogrefe, Göttingen 2000, ISBN 3-8017-1247-8.
- W. H. Hopf, G. Huber, R. H. Weiß: Media Violence and Youth Violence. A 2-Year Longitudinal Study. In: Media Psychology. Hogrefe, Göttingen 2008.